# Marji
Marji (gr. Μαργί)  – wieś w Republice Cypryjskiej, w dystrykcie Nikozja. W 2011 roku liczyła 146 mieszkańców.